# Georgius Agricola
Georgius Agricola (ur. 24 marca 1494 w Glauchau, zm. 21 listopada 1555 w Chemnitz) – niemiecki humanista i uczony: górnik, metalurg i mineralog, z zawodu lekarz, syn sukiennika z Glauchau. Prawdziwe nazwisko Georg Pawer (ojciec używał formy Bauer). Znany jako Ojciec geologii.

## Życiorys
Po ukończeniu szkół w Glauchau i Chemnitz udał się na studia do Lipska. Ukończył je w 1515, uzyskując stopień naukowy magistra siedmiu sztuk wyzwolonych (gramatyki, logiki, retoryki, matematyki, fizyki, astronomii i muzyki). Prawdopodobnie właśnie w Lipsku, za namową swego profesora Petriego Mosellaniego, przyjął łacińskie nazwisko Agricola, którym posługiwał się już do końca życia i którym sygnował wszystkie swe dzieła.
Po krótkim okresie pracy w charakterze nauczyciela w Zwickau w 1523 wyjechał po dalsze nauki do Włoch, gdzie studiował medycynę na uniwersytetach w Padwie i Bolonii. W trakcie studiów nawiązał kontakty z tak wybitnymi postaciami tamtych czasów, jak Erazm z Rotterdamu czy Marcin Luter. Zapoznał się też z poglądami angielskiego utopisty Tomasza Morusa. Tytuł doktora nauk medycznych zdobył w Rzymie w 1526.
Po ukończeniu studiów w 1526 wrócił do Zwickau, jednak już w następnym roku za namową swego przyjaciela Georga Sturza, który był lekarzem i aptekarzem w Jáchymovie, wraz z żoną przyjechał do tego górniczego miasteczka u podnóża czeskich Rudaw.
W następnym roku 1527 objął po G. Sturzu funkcje lekarza i aptekarza w Jáchymovie. Żyjąc w mieście będącym ośrodkiem górnictwa i hutnictwa, interesował się pracą jego mieszkańców – początkowo studiował zastosowanie metali w medycynie, a następnie sam został autorem ksiąg poświęconych mineralogii, geologii, górnictwu i hutnictwu.
W 1533 r. przeniósł się do Chemnitz, gdzie przez pewien czas był burmistrzem, został jednak zmuszony do ustąpienia, gdyż był katolikiem, a Chemnitz było ośrodkiem protestantyzmu. Od tej pory poświęcił się pracy naukowej: zajmował się m.in. bezpieczeństwem pracy górników i ich zapadalnością na choroby zawodowe. Przygotowywał również swe dzieła do wydania. Zmarł w 1555 r. z powodu ataku apopleksji, został pochowany w Zeitz, siedem mil od Chemnitz.
Czasy, w których żył Agricola określa się mianem złotego wieku kunsztów. Geolodzy, górnicy i hutnicy tego wieku musieli być wszechstronni i posiadać gruntowną, rozległą wiedzę, oraz wielką siłę umysłu i charakteru, aby sprostać wyzwaniom, jakie stawiał ówczesny rozwój przemysłu. Dla tamtych technologii nieprzekraczalną granicę eksploatacji stanowiło 200–300 m w głąb ziemi.

## Dzieła
- Bermannus, sive de re metallica dialogus (1530)
- De Mensuis et Ponderibus (1522) – dot. greckich oraz rzymskiech miar i wag
- Dominatores Saxonici a prima origine ad hanc aetatem
- De ortu et causis subterraneorum (Freiberg, 1544) – podwaliny geologii fizycznej
- De natura eorum quae effluunt e terra (1545)
- De veteribus et novis metallis (1546)
- De Natura Fossilium (O własnościach kopalin, 1546)
- De animantibus subterraneis (1548)
- De Re Metallica (O górnictwie i hutnictwie, 1556)

## Upamiętnienie
W katedrze w Zeitz umieszczono tablicę pamiątkową G. Agricoli.
Na jego cześć nazwano ramienionoga dewońskiego Atryparia agricolae.